# Fuzhou (Jiangxi)
Fuzhou (chiń. 抚州; pinyin Fǔzhōu) – miasto o statusie prefektury miejskiej we wschodnich Chinach, w prowincji Jiangxi. W 2010 roku liczba mieszkańców miasta wynosiła 126 356. Prefektura miejska w 1999 roku liczyła 3 566 753 mieszkańców.